# Pycreus blastophorus
Pycreus blastophorus är en halvgräsart som beskrevs av Henri Chermezon. Pycreus blastophorus ingår i släktet Pycreus och familjen halvgräs. Inga underarter finns listade i Catalogue of Life.